# Sidła miłości (film)
Sidła miłości (ang. Body of Evidence) – amerykańsko-niemiecki thriller erotyczny z 1993 roku w reżyserii Uli Edela. Zdjęcia kręcono w Portlandzie.

## Fabuła
Policja znajduje zwłoki starszego mężczyzny. Okoliczności wskazują, że zmarł na atak serca podczas igraszek seksualnych ze swoją kochanką Rebeką. Co więcej, we krwi znaleziono ślady kokainy. Jakby było mało niespodzianek, mężczyzna przed śmiercią zmienił testament i zapisał Rebece 8 milionów dolarów. Kobieta zostaje oskarżona o morderstwo. Ambitny prokurator Robert Garrett za wszelką cenę chce doprowadzić do jej skazania. Obrońcą Rebeki zostaje wyznaczony Frank Dulaney. Przekonany o jej niewinności, szybko ulega jej urokowi. Kiedy żona prawnika odkrywa jego zdradę, poprzysięga mu zemstę.

## Obsada
- Willem Dafoe – Frank Dulaney
- Madonna – Rebecca Carlson
- Joe Mantegna – Robert Garrett
- Anne Archer – Joanne Braslow
- Frank Langella – Jeffrey Roston
- Julianne Moore – Sharon Dulaney
- Jürgen Prochnow – Dr Alan Payley
- Charles Hallahan – Dr McCurdy
- Stan Shaw – Charles Briggs
- Richard Riehle – Detektyw Griffin

## Nagrody i nominacje
Złota Malina 1993
- Najgorsza aktorka – Madonna
- Najgorszy film – Dino De Laurentiis (nominacja)
- Najgorsza reżyseria – Uli Edel (nominacja)
- Najgorszy scenariusz – Brad Mirman (nominacja)
- Najgorszy aktor – Willem Dafoe (nominacja)
- Najgorsza aktorka drugoplanowa – Anne Archer (nominacja)

MTV Movie Awards 1993
- Najbardziej pożądana kobieta – Madonna (nominacja)